# Hans Kroes

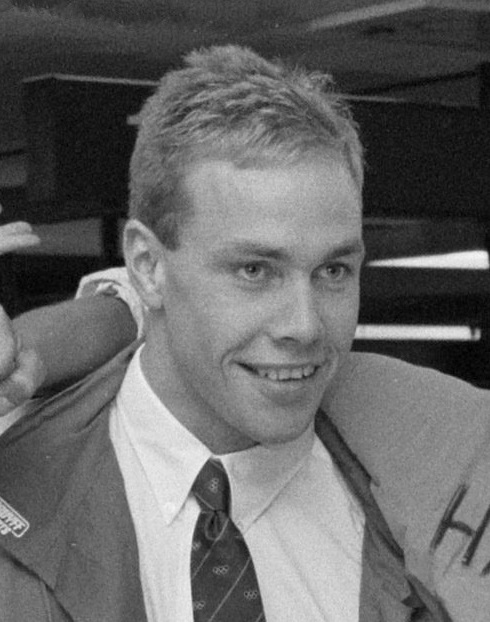
Hans Kroes in 1988

Hans Kroes (Lisse, 3 juni 1965) is een Nederlands oud-topzwemmer op de rug- en vrije slag, die namens zijn vaderland tweemaal deelnam aan de Olympische Spelen: Los Angeles 1984 en Seoel 1988.
Kroes begon ooit bij HPC Heemstede. Zijn beste individuele resultaat op de Olympische Spelen is een achtste plaats op de 100 meter rugslag in 1984. Kroes won in 1985 als onderdeel van de estafetteploeg een bronzen medaille op de Europese kampioenschappen zwemmen 1985 op de 4x200 meter vrije slag.